# Bärenbude

Logo der Sendung Bärenbude

Bärenbude war ein Hörfunk-Kinderprogramm des WDR. Zu den Figuren der Bärenbude zählten A-Bär, O-Bär, Balduin Binder, Ohrenbär und die beiden Kuschelbären Johannes und Stachel. Der Ohrenbär geht auf eine Produktion des Sender Freies Berlin von 1987 zurück. Das Programm umfasste Geschichten, Lieder und Gedichte.
Zu den Mitwirkenden gehören Dorothee Schmitz, Heiner Kämmer und Erwin Grosche.

## Sendezeiten
Die Sendung wurde von 2004 bis 2015 täglich von 19.30 Uhr bis 20 Uhr auf WDR 5 ausgestrahlt. Seit 1. Januar 2016 sendete die Bärenbude eine Stunde früher auf dem Digitalkanal Kiraka (18.30 Uhr bis 19 Uhr). Im WDR 5 gab es von 2016 bis 24. November 2019 sonntags morgens die Sendung Bärenbude Wecker von 7.05 Uhr bis 8 Uhr.